# Carios hummelincki
Carios hummelincki är en fästingart som beskrevs av de la Cruz och Estrada-Peña 1995. Carios hummelincki ingår i släktet Carios och familjen mjuka fästingar. Inga underarter finns listade.